# Червоний Відень
Червоний Відень (нім. Rotes Wien) — неофіційна назва столиці Австрії в період між 1918 і 1934 роками, коли соціал-демократи мали більшість у міському парламенті, а місто вперше керувалося демократами.

## Стан після Першої світової війни
Після завершення Першої світової війни та розпаду Австро-Угорщини, колишньої дуалістичної монархії під скіпетром династії Габсбургів, так звана Німецька Австрія була проголошена республікою 12 листопада 1918 року. На виборах до міського парламенту 4 травня 1919 року вперше всі повнолітні громадяни обох статей отримали права голосу. Соціал-демократична партія здобула абсолютну більшість на виборах; Якоба Ройманна було обрано першим мером-соціал-демократом. Після муніципальних виборів 1923 року його змінив Карл Зейц.
Місто зазнало багато змін у цей період часу. Під час війни багато біженців із австрійської Галичини, яка була частково зайнята російською армією, оселилися у столиці. Наприкінці війни багато колишніх солдатів Імператорської та Королівської армії вирішили залишитися у Відні, принаймні тимчасово, тоді як багато колишніх чиновників міністерств імператорського та королівського уряду повернулися до рідних країв. Представники середніх класів, багато з яких придбали військові облігації, які були тепер непотрібні, виявилися у злиднях через гіперінфляцію. Нові кордони між Австрією та прилеглими регіонами, які годували Відень протягом багатьох століть, ускладнили постачання продовольства до столиці. Квартири були переповнені, і вирували такі захворювання, як туберкульоз, іспанка та сифіліс.
З іншого боку, оптимісти побачили широкі поля для соціальних і політичних дій. Прагматичні інтелектуали на зразок Ганса Кельзена, який становив республіканську конституцію, і Карла Бюлера знайшли багато спільного. Для них це було часом «пробудження, нових рубежів та оптимізму».
Інтелектуальні ресурси Червоного Відня були значними: Ілона Дучинська і Карл Поланьї, а також кілька інших інтелігентів-соціалістів із задоволенням переїхали до Відня або попрямували туди у вигнання з інших регіонів. Зигмунд Фрейд, Альфред Адлер, Карл Бюлер, Артура Краус, Людвіг Вітгенштейн, Адольф Лоос, Арнольд Шенберг і багатьом іншим вченим, художникам, видавцям і архітекторам, багато з яких не були ні соціалістами, ні членами принципової опозиції з клерикальних консерваторів, але розглядали розвиток і модернізацію Відня з симпатією.
Джон Гюнтер охарактеризував загальну ситуацію у Відні у період між війнами так: «Порушення рівноваги між марксистським Віднем та клерикальною сільською місцевістю було домінуючим мотивом в австрійській політиці до приходу до влади Гітлера. Відень був соціалістичним, антиклерикальним і, як муніципалітет, досить багатим. Околиці були бідними, занепадаючими, консервативними римо-католицькими і ревнували до вищих стандартів життя у Відні».

## Загальна політика

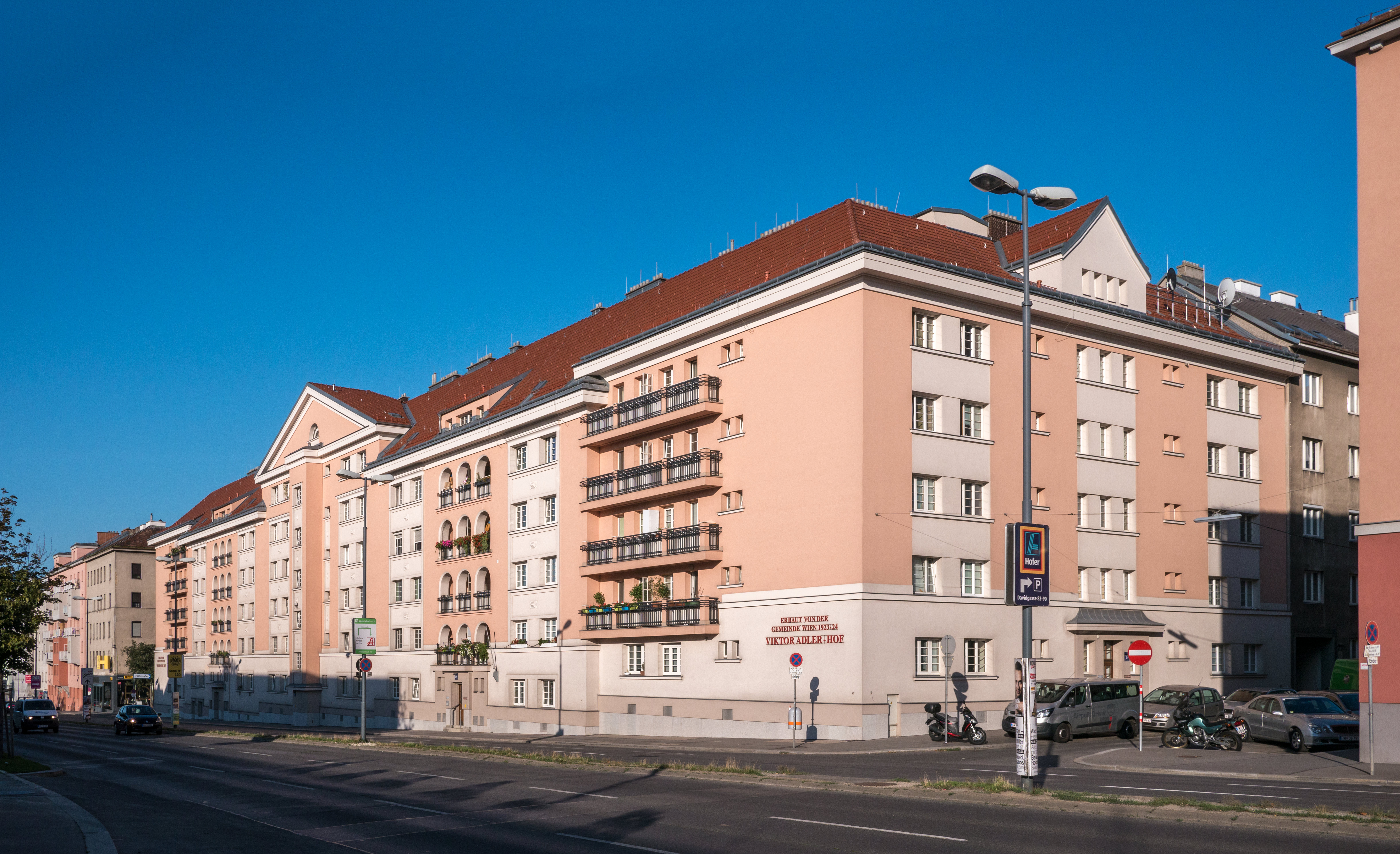
Віктор-Адлер-Гоф

Ініціативи коаліції соціал-демократів та Християнсько-соціальної партії в першому уряді нової Австрії призвели до законодавчого введення восьмигодинного робочого дня лише через тиждень після проголошення республіки в листопаді 1918 року. Крім того, була реалізована система допомоги по безробіттю та законодавчо заснована Палата працівників (Arbeiterkammer, офіційно Kammer für Arbeiter und Angestellte) як офіційне лобі від робітників. Ентузіазм з приводу таких реформ ставав дедалі меншим у міру продовження перебування при владі представників Християнсько-соціальної партії з моменту закінчення Першої світової війни.
1920 року коаліція розпалася, і з цього часу до 1945 року соціал-демократи перебували на федеральному рівні або в опозиції, або в підпіллі. Але «червоні» продовжували керувати Віднем, отримавши абсолютну більшість у парламенті під час виборів 1919 року. Їхньою метою було зробити Відень яскравим прикладом успішної соціал-демократичної політики. Їхні заходи на той час вважалися видатним або навіть захоплюючим і відстежувалися у всій Європі. Консерватори в Австрії, як правило, ставилися з ненавистю до такої політики, але на той момент нічого не могли зробити проти успіху соціал-демократів на виборах у Відні.
Відень був центром землі Нижня Австрія протягом семи століть. Маючи значну більшість у Відні та голоси робітників з промислового регіону, де розташовується Вінер-Нойштадт, «червоні» навіть отримали право висунути першого демократичного губернатора, ландсгауптмана, буквально «капітана землі» Нижньої Австрії, 1919 року: вони обрали Альберта Севера. Оскільки сільські райони на той час не хотіли підкорятися «червоним», а соціал-демократичній партії не подобалося втручання консерваторів у їхню модернізаторську міську політику, дві великі партії незабаром погодилися відокремити «червоний Відень» від «чорної Нижньої Австрії». Національний парламент ухвалив конституційний закон, який забезпечував це, у 1921 році; з 1 січня 1922 року у Відні було створено дев'яту австрійську федеральну землю.
Після 1934 року Гюнтер зазначав: «У Відні соціалісти підготували чудову адміністрацію, що робило її, ймовірно, найуспішнішим муніципалітетом у світі […] Досягнення соціалістів Відня були найбільш хвилюючим громадським рухом у післявоєнний період у будь-якій європейській країні».

## Державне житло

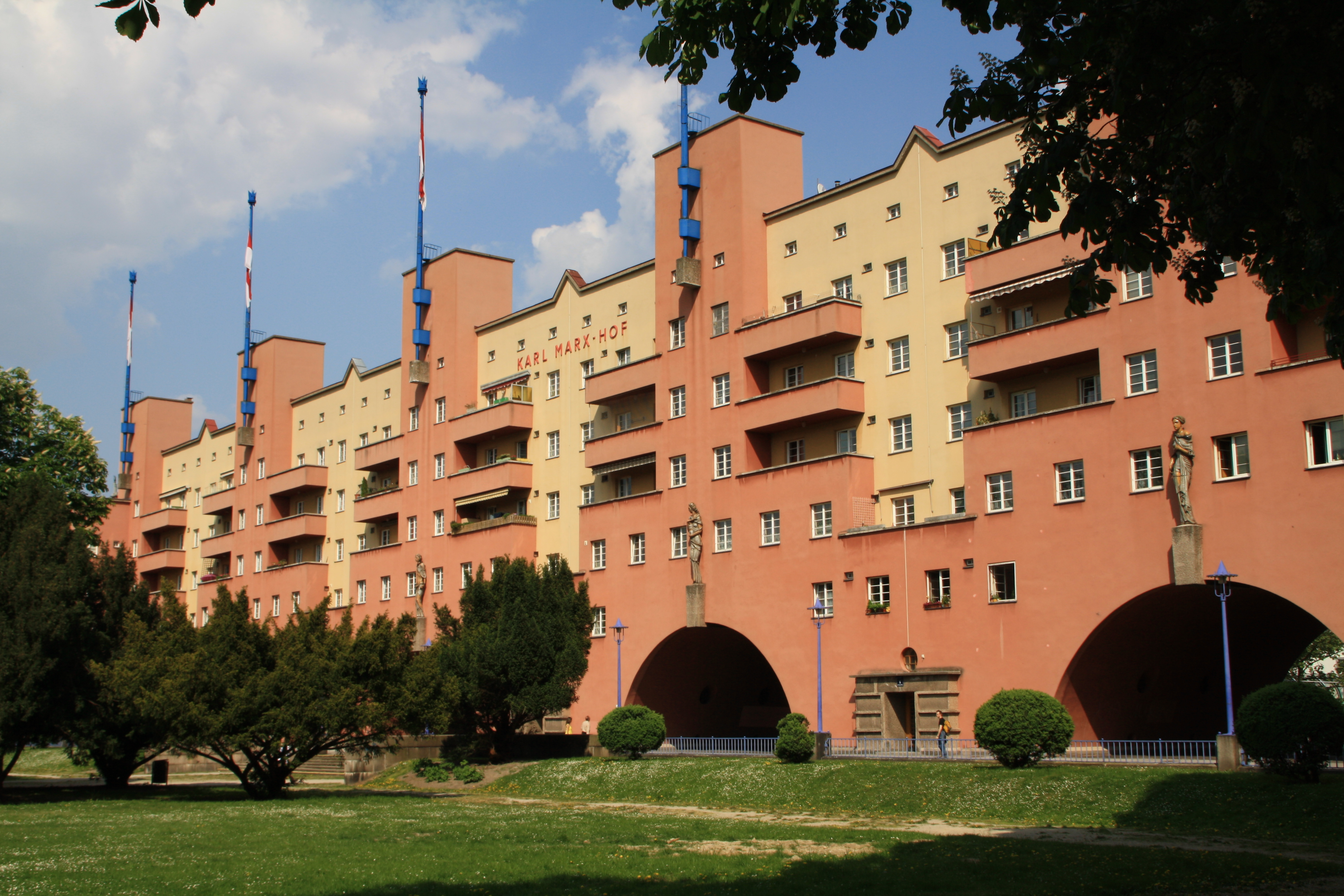
Карл-Маркс-Хоф, збудований у період 1927—1930 років.

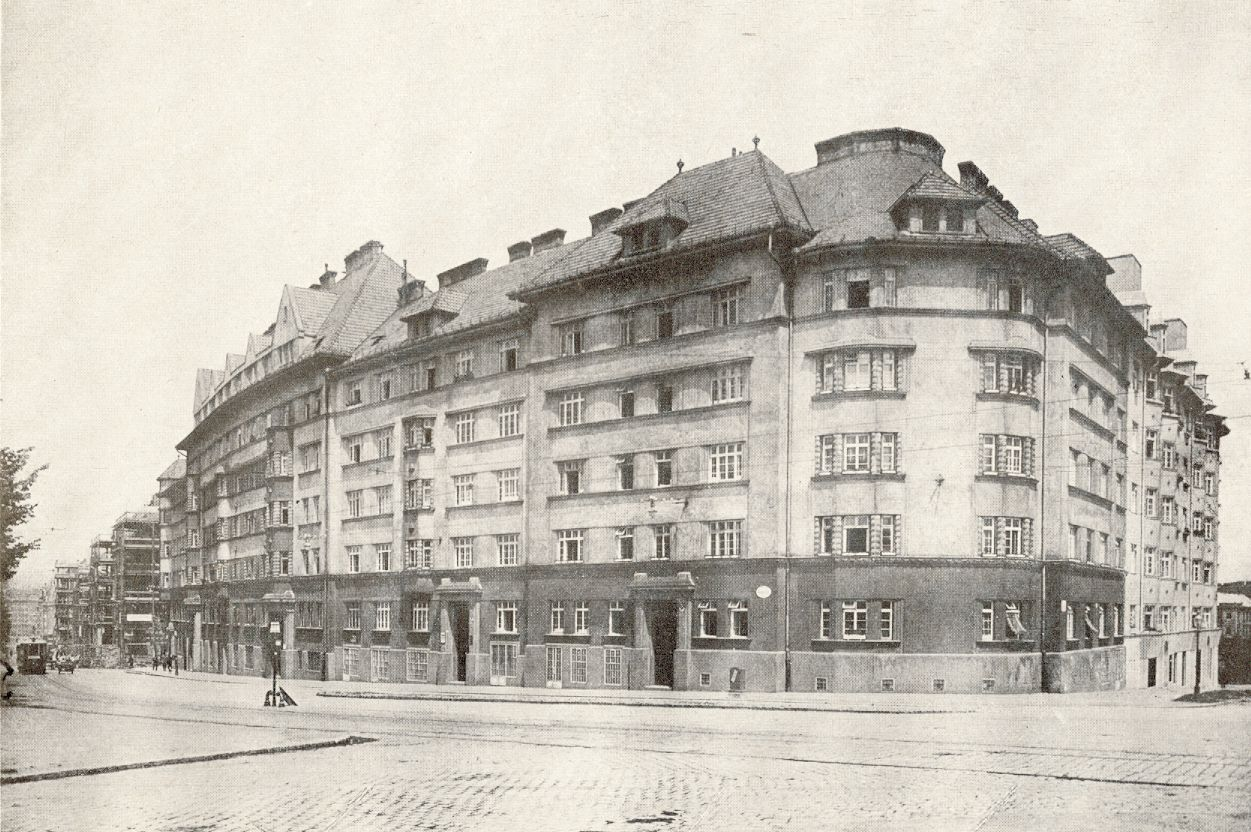
Мецлайнсталер Гоф, бл. 1922

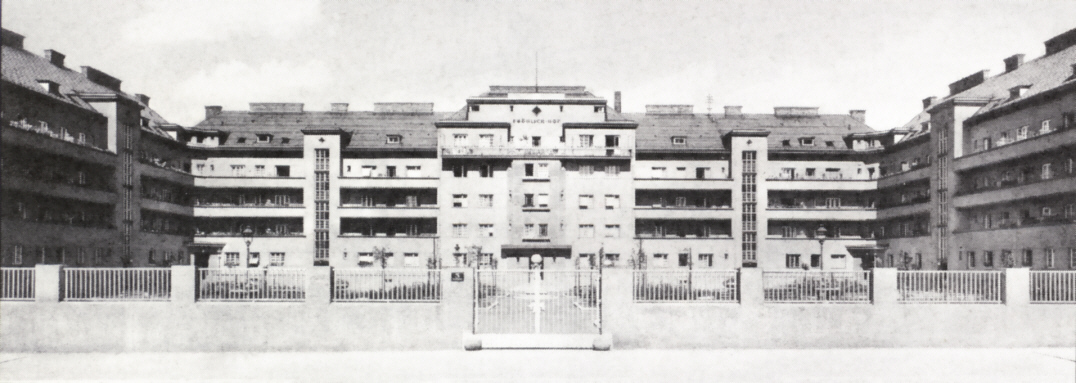
Фреліх-Гоф, 1930

Імператорський і королівський уряд ухвалив закон про захист наймачів житла (Mieterschutzgesetz) у 1917 році, який був одразу оголошений чинним у Відні. Незважаючи на високу інфляцію, закон наказував заморозити ціни за оренду квартири на рівні 1914 року. Це зробило нові приватні житлові проекти збитковими. Після війни попит на доступні квартири виріс надзвичайно високо. Формування громадського житлового будівництва стало головною турботою соціал-демократів у Відні.
У 1919 році федеральний парламент ухвалив Закон про вимоги до житла (Wohnanforderungsgesetz) для підвищення ефективності існуючих житлових структур. Низький приватний попит на землі під забудову та низькі витрати на будівництво виявились сприятливими факторами для ретельного планування будівництва державного житла міською адміністрацією.
З 1925 року (час, коли сильна валюта шилінг замінила девальвовану крону) по 1934 рік, так званим гемейндебау («співтовариством будівництва») було збудовано будинки з більш ніж 60 000 нових квартир. Великі житлові масиви зводилися навколо зелених насаджень — наприклад, у Карл-Маркс-Хоф (однієї з гарячих точок у громадянській війні 1934 року). Винаймачі нових квартир вибиралися на основі рейтингової системи, в якій наприклад, особи з інвалідністю отримували додаткові «бали», через які їх обирали для отримання житла раніше. 40 % витрат на будівництво були взяті з доходів віденського житлового податку, решта від доходів від віденського податку на розкіш і з федеральних коштів. Використання державних коштів на покриття витрат на будівництво дозволяло встановлювати дуже низькі орендні ставки на такі квартири: у дохідних будинках вартість оренди житла становила 4 % доходу сім'ї; вартість знімання приватних будинків становила 30 %. Крім того, якщо мешканці занедужали або ставали безробітними, орендні платежі могли бути відстрочені.

## Медичне обслуговування
Батьки отримували «пакет одягу» для кожної дитини таким чином, щоб «жодена дитина у Відні не була обгорнута в газету». Було відкрито дитячі садки, «післяобідні будинки» та дитячі курорти, щоб дозволити матерям повернутися на свої робочі місця та «забрати» дітей з вулиць. Медичні послуги надавалися безкоштовно. Для підвищення фізичної підготовки та відпочинку було створено спортмайданчики, громадські лазні та спортивні споруди. Як висловився Юліус Тандлер, член міської ради з соціальних та медичних послуг: «Те, що ми витрачаємо на будинки для молоді, будемо економити на в'язницях. Те, що ми витрачаємо для догляду за вагітними жінками та немовлятами, ми заощадимо на психіатричних лікарнях». Бюджетні витрати на соціальні послуги було збільшено втричі порівняно з довоєнним періодом. Немовля смертність знизилася, ставши нижчою за середню по Австрії, а кількість випадків захворювання на туберкульоз знизилася на 50 %. Доступні тарифи на газ та електроенергію та за прибирання сміття, які перебували у віданні муніципалітету, допомогли покращити санітарний стан міста.

## Фінансова політика
Соціал-демократами були шляхом муніципального закону введені нові податки, які стали доповненням до федеральних податків (критики називали їх «брейтнерівськими податками» на прізвище Шаблон: Нп4, члена міської ради з фінансів). Ці податки було запроваджено на розкіш: на верхових коней, великі приватні автомобілі, прислугу у приватних господарствах, а також готельні номери.
Ще один новий податок, Wohnbausteuer (податок на будівництво житла), був введений як прогресивний податок, тобто стягувався у відсотках, що зростають. Доходи від цього податку використовувалися фінансування великої муніципальної житлової програми. Тому багато побудованих гемейндебау будинків сьогодні, як і раніше, мають таблички з написами: «Erbaut aus den Mitteln der Wohnbausteuer» (збудовано на надходження від податку на будівництво житла).
У результаті інвестиційної діяльності муніципалітету рівень безробіття у Відні знизився по відношенню до решти Австрії та Німеччини. Усі інвестиції фінансувалися безпосередньо рахунок податків, а чи не кредитів. Таким чином, міська адміністрація залишалася незалежною від кредиторів і не мала сплачувати відсотки за облігаціями.
Хуго Брайтнер на відміну від австрійських соціал-демократів після 1945 року послідовно відмовлявся брати кредити для фінансування соціальних послуг. Ці послуги довелося скоротити, коли на початку 1930-х років федеральний уряд почав «душити» Відень у фінансовому плані.